# Sjunnerups naturreservat
Sjunnerups naturreservat är ett naturreservat i Höörs kommun i Skåne län.
Området är naturskyddat sedan 2019 och är 19 hektar stort. Det ligger norr om Höör och består av äldre blandädellövskog, med stort inslag av bok samt ek, björk, asp, tall och hassel. 